# Micol Di Segni
Micol Di Segni (ur. 29 grudnia 1987 w Rzymie) – włoska zawodniczka mieszanych sztuk walki oraz alternatywna modelka strony internetowej SuicideGirls. Znana również jako Eden Von Hell, występowała w wielu włoskich programach telewizyjnych, filmach, audycjach radiowych oraz pojawiała się na okładkach międzynarodowych magazynów, takich jak m.in. Men's Health.

## Kariera amatorska
Di Segni brała udział w Mistrzostwach Świata IMMAF w MMA w 2014 roku, podczas których wywalczyła brązowy medal. Rok później, podczas Mistrzostw Świata IMMAF w MMA w 2015 roku wywalczyła złoty medal, w finale pokonując Szwedkę Anję Saxmark. W tym samym roku zdecydowała się na zawodowe starty w MMA. 

## Kariera zawodowa
Podpisała kontrakt z południowoafrykańską organizacją Extreme Fighting Championship, a jej debiut przypadł na 3 października 2015 roku. W swoim debiucie zwyciężyła przez jednogłośną decyzję z Danellą Eliasovem. Po drugiej zawodowej walce i jednocześnie pierwszej porażce, Włoszka podjęła decyzję o zejściu do wagi słomkowej, gdzie na przestrzeni dwóch lat zanotowała passę 5 zwycięstw z rzędu. 20 sierpnia 2019 roku wystąpiła na gali Dana White Contender Series - Włoszka uległa na pełnym dystansie Amerykance Mallory Martin. Na początku 2020 roku hiszpańska organizacja AFL ogłosiła pierwszą w Europie galę MMA wyłącznie dla kobiet, podczas której Micol Di Segni zdobyła mistrzowski pas w kategorii słomkowej kobiet. W drugiej połowie 2022 roku podpisała kontrakt z organizacją Cage Warriors, a jej debiut przypadł na 7 października 2022 przeciwko Bryony Tyrell - Włoszka wygrała ten pojedynek przez jednogłośną decyzję. W kolejnej walce dla angielskiej organizacji, Di Segni przegrała z Amandą Torres na Cage Warriors 158 w lipcu 2023 roku.

## Lista walk w MMA
| Wynik     | Bilans | Przeciwnik (bilans przed walką) | Rozstrzygnięcie                 | Runda | Czas | Rozgrywki                                  | Data       | Miejsce           | Uwagi                                     |
| --------- | ------ | ------------------------------- | ------------------------------- | ----- | ---- | ------------------------------------------ | ---------- | ----------------- | ----------------------------------------- |
| Przegrana | 10-5   | Amanda Torres (8-6)             | Decyzja (niejednogłośna)        | 3     | 5:00 | Cage Warriors 158                          | 29.07.2023 | Rzym              |                                           |
| Wygrana   | 10-4   | Bryony Tyrell (4-4-1)           | Decyzja (jednogłośna)           | 3     | 5:00 | Cage Warriors 144                          | 07.10.2022 | Rzym              |                                           |
| Przegrana | 9-4    | Elizabeth Rodrigues (4-4)       | Decyzja (niejednogłośna)        | 3     | 5:00 | Ares FC 4                                  | 10.03.2022 | Paryż             |                                           |
| Wygrana   | 9-3    | Adriana Fusini (3-1-1)          | TKO (ciosy w parterze)          | 2     | 4:07 | Venator FC 8                               | 30.10.2021 | Montecatini Terme |                                           |
| Wygrana   | 8-3    | Audrey Kerouche (7-5)           | TKO (ciosy i łokcie w parterze) | 3     | 3:22 | AFL: Valkyries                             | 10.10.2020 | Barcelona         | Zdobyła mistrzostwo AFL w wadze słomkowej |
| Przegrana | 7-3    | Mallory Martin (4-2)            | Decyzja (jednogłośna)           | 3     | 5:00 | Dana White's Contender Series 2019: Week 9 | 20.08.2019 | Las Vegas         |                                           |
| Wygrana   | 7-2    | Nikolina Vokić (0-1)            | Poddanie (duszenie zza pleców)  | 1     | 1:10 | Day In The Cage 4                          | 13.04.2019 | Monte Urano       |                                           |
| Przegrana | 6-2    | Maria Ribeiro (4-1)             | TKO (ciosy w parterze)          | 1     | 1:09 | Brave CF 20                                | 22.12.2018 | Hajdarabad        |                                           |
| Wygrana   | 6-1    | Cory McKenna (2-0)              | Decyzja (niejednogłośna)        | 3     | 5:00 | Cage Warriors 97                           | 29.09.2018 | Cardiff           | Debiut na Cage Warriors                   |
| Wygrana   | 5-1    | Elena Belaya (2-5)              | Poddanie (balacha)              | 1     | 1:40 | Fight Club Championship                    | 09.06.2018 | Sassari           |                                           |
| Wygrana   | 4-1    | Samin Kamal Beik (2-1)          | TKO (ciosy w parterze)          | 2     | 2:37 | Magnum FC 4                                | 03.03.2018 | Werona            |                                           |
| Wygrana   | 3-1    | Alina Rodica (0-0)              | TKO (ciosy w parterze)          | 1     | 2:01 | RXF 29: MMA Allstars 4                     | 18.12.2017 | Braszów           |                                           |
| Wygrana   | 2-1    | Anastasia Gornostaeva (1-1)     | Decyzja (jednogłośna)           | 3     | 5:00 | Magnum FC 2                                | 22.07.2017 | Rzym              |                                           |
| Przegrana | 1-1    | Shana Power (1-0)               | Decyzja (jednogłośna)           | 3     | 5:00 | EFC Worldwide 50                           | 17.06.2016 | Sun City          |                                           |
| Wygrana   | 1-0    | Danella Eliasov (1-0)           | Decyzja (jednogłośna)           | 3     | 5:00 | EFC Worldwide 44                           | 03.10.2015 | Johannesburg      | Debiut w MMA                              |